# 金宵大厦
『金宵大厦』（英題：Barrack O'Karma）は、香港のテレビドラマ。 2019年9月16日から10月13日まで、月曜日から土曜日の21:30（HKT）に無綫電視で放映された。主演は李施嬅と陳山聡。日本未公開。

## 登場人物

### 主要人物
蕭偉明/劉旭輝
演 - 陳山聡
章瑋/楊玉華
演 - 李施嬅
林若思
演 - 張彥博、劉江

## スタッフ
- 演出・監督：葉鎮輝
- 脚本：羅佩清